# Hippolyte Venturi
Pour les articles homonymes, voir Venturi.
Hippolyte Louis Jean Guilbert Gaspard Venturi, comte, (1752 - 1817), est un homme politique italien, sénateur français sous l'Empire.

## Biographie
Hippolyte Venturi nait le 7 octobre 1752 à Florence (Italie). Il appartient à la famille du Jésuite Venturi, commentateur de Dante. Il épouse en 1778 Marie-Anne Testard qui était d'origine française.
Il est chambellan du grand-duc Ferdinand III, puis gentilhomme de la chambre de Louis Ier, roi d'Étrurie, et membre du Sénat de Toscane.
Le 18 mars 1809, il est nommé par Napoléon Ier au Sénat conservateur, et est créé Comte de l'Empire. Il siège dans cette assemblée jusqu'en 1814 et redevient en 1815 chambellan du grand-duc.
Il meurt le 21 octobre 1817 à Florence (Italie) et est inhumé dans l'église Santa Maria Novella. Il ne laisse pas d'enfants, si ce n'est sa fille adoptive. Celle-ci fut mariée au marquis Garzoni, qui joint son nom à celui des Venturi.

## Travaux
Il s'était occupé activement d'agriculture et on a de lui quelques écrits sur l'amélioration de la race chevaline.

## Sources
- « Hippolyte Venturi », dans Adolphe Robert et Gaston Cougny, Dictionnaire des parlementaires français, Edgar Bourloton, 1889-1891 [détail de l’édition]